# Лезен (Швейцария)
Лезе́н (фр. Leysin) — коммуна округа Эгль (фр. Aigle) в кантоне Во в Швейцарии. Включает в себя собственно поселение (village) Лезен и две деревни (hameau) — Ан-Креттаз (фр. En Crettaz) и Веж (фр. Veyges).
Благодаря своему живописному расположению в Альпийских горах и преобладающей солнечной погоде, в XIX—XX веках Лезен был одним из центров лечения туберкулёза. Здесь располагалось несколько санаториев.
В 1892 г. открылся первый санаторий, The Grand Hotel. Он мог принимать до 120 пациентов. Ныне это кампус Американской школы, Belle Époque LAS.
В 1903 г. с приходом «Солнечного доктора» доктора Огюста Роллера (Dr. Rollier), Лезен стал известен во всем мире. Роллер показал, что солнце является непревзойденным лекарством широкого спектра действия, и начал использовать солнечную терапию для лечения туберкулёза и многих других заболеваний, что привлекло к большей волне посетителей.
В 1904 году Царь Николай II со своей свитой получал лечение в The Grand Hotel.
В 1914 году в Лезене проводила лето семья Игоря Стравинского.
В 1931 году Махатма Ганди навещал французского писателя Ромена Роллана и беседовал с пациентами.
Со второй половины XX века, Лезен более известен как центр летнего и зимнего (горнолыжного) спорта.
В январе 2020 в Лезене проходила Юношеская Олимпиада по зимним видам спорта 2020, где юные ребята боролись за медали по сноуборду и фристайлу.
В деревне находятся несколько международных учебных заведений: Лезенская Американская школа (LAS)с 1961 г. Одна из самых дорогих и престижных школ Швейцарии; Японская Лезенская академии Кумон (KLAS)с 1990 г.; Швейцарская школа гостиничного менеджмент (SHMS)с 2004 г.

## Транспорт
С центром округа Эгль Лезен связан узкоколейной зубчатой железной дорогой длиной 6.3 км, по которой имеется регулярное сообщение. Автомобильной дорогой Лезен соединяется с соседней коммуной Ормон-Дессу.